# Oak Leaf
Oak Leaf é uma cidade  localizada no estado norte-americano do Texas, no Condado de Ellis.

## Demografia
Segundo o censo norte-americano de 2000, a sua população era de 1209 habitantes.
Em 2006, foi estimada uma população de 1410 habitantes, resultando portanto em um aumento de 201 habitantes (16.6%).

## Geografia
De acordo com o United States Census Bureau tem uma área de 6,0 km², dos quais 6,0 km² cobertos por terra e 0,0 km² cobertos por água.

## Localidades na vizinhança
O diagrama seguinte representa as localidades num raio de 12 km ao redor de Oak Leaf.